# 大沙河 (涡河)
大沙河，下游也称小洪河，位于河南省东部和安徽省西北部，是涡河左岸一条支流，发源于河南省民权县北黄河故道南侧断堤头下，汇堤南区间水向东南，流经民权县东南部，宁陵县中部，商丘市睢阳区（原商丘县）西南部，过鹿邑县东北端宋河镇（旧称枣集镇）后进入安徽省亳州市谯城区，于亳州市西郊注入涡河。全长90公里，流域面积1373平方公里。